# Martinez (Californie)
Pour les articles homonymes, voir Martínez.
Martinez (en anglais [mɑrˈtiːnɨs] ou [mɑrˈtiːnɛθ]) est une ville du comté de Contra Costa, dans l'État de Californie, aux États-Unis. Lors du recensement de 2010, la ville avait une population de 35 824 habitants.

## Démographie
| Groupe            | Martinez | Californie | États-Unis |
| ----------------- | -------- | ---------- | ---------- |
| Blancs            | 77,1     | 57,6       | 72,4       |
| Asiatiques        | 8,0      | 13,1       | 4,8        |
| Métis             | 6,3      | 4,9        | 2,9        |
| Autres            | 4,0      | 17,0       | 6,2        |
| Afro-Américains   | 3,6      | 6,2        | 12,6       |
| Amérindiens       | 0,7      | 1,0        | 0,9        |
| Océaniens         | 0,3      | 0,4        | 0,2        |
| Total             | 100      | 100        | 100        |
|                   |          |            |            |
| Latino-Américains | 14,7     | 37,6       | 16,7       |

Selon l'American Community Survey, pour la période 2011-2015, 83,95 % de la population âgée de plus de 5 ans déclare parler anglais à la maison, alors que 7,87 % déclare parler l'espagnol, 1,92 % le tagalog, 1,10 % une langue chinoise, 0,61 % l'arménien, 0,59 % le vietnamien, 0,50 % le perse et 3,46 % une autre langue.
| 1870 | 1890  | 1900  | 1910  | 1920  | 1930  |
| ---- | ----- | ----- | ----- | ----- | ----- |
| 560  | 1 609 | 1 380 | 2 115 | 3 858 | 6 569 |

| 1940  | 1950  | 1960  | 1970   | 1980   | 1990   |
| ----- | ----- | ----- | ------ | ------ | ------ |
| 7 381 | 8 268 | 9 604 | 16 506 | 22 582 | 31 808 |

| 2000   | 2010   | - | - | - | - |
| ------ | ------ | - | - | - | - |
| 35 866 | 35 824 | - | - | - | - |

## Jumelages
Dunbar (Écosse)
 Hanchuan (Chine)
 Isola delle Femmine (Italie)
 Milazzo (Italie)
 Stresa (Italie)

## Transports
Martinez est reliée à Benicia, située au nord du Carquinez Strait, par deux ponts autoroutiers et un pont ferroviaire connus sous le nom de Benicia-Martinez Bridge.

## Personnalités liées à la ville
- Sara Del Rey (1980-), catcheuse et entraîneur de catch.
- Joe DiMaggio (1914-1999), joueur de baseball élu au Temple de la renommée.
- John Muir (1838-1914), écrivain né en Écosse.
- Eddie Hart (1949-), athlète, médaillé d'or aux Jeux olympiques de Munich avec le relais américain du 4 x 100 mètres.

## Monuments

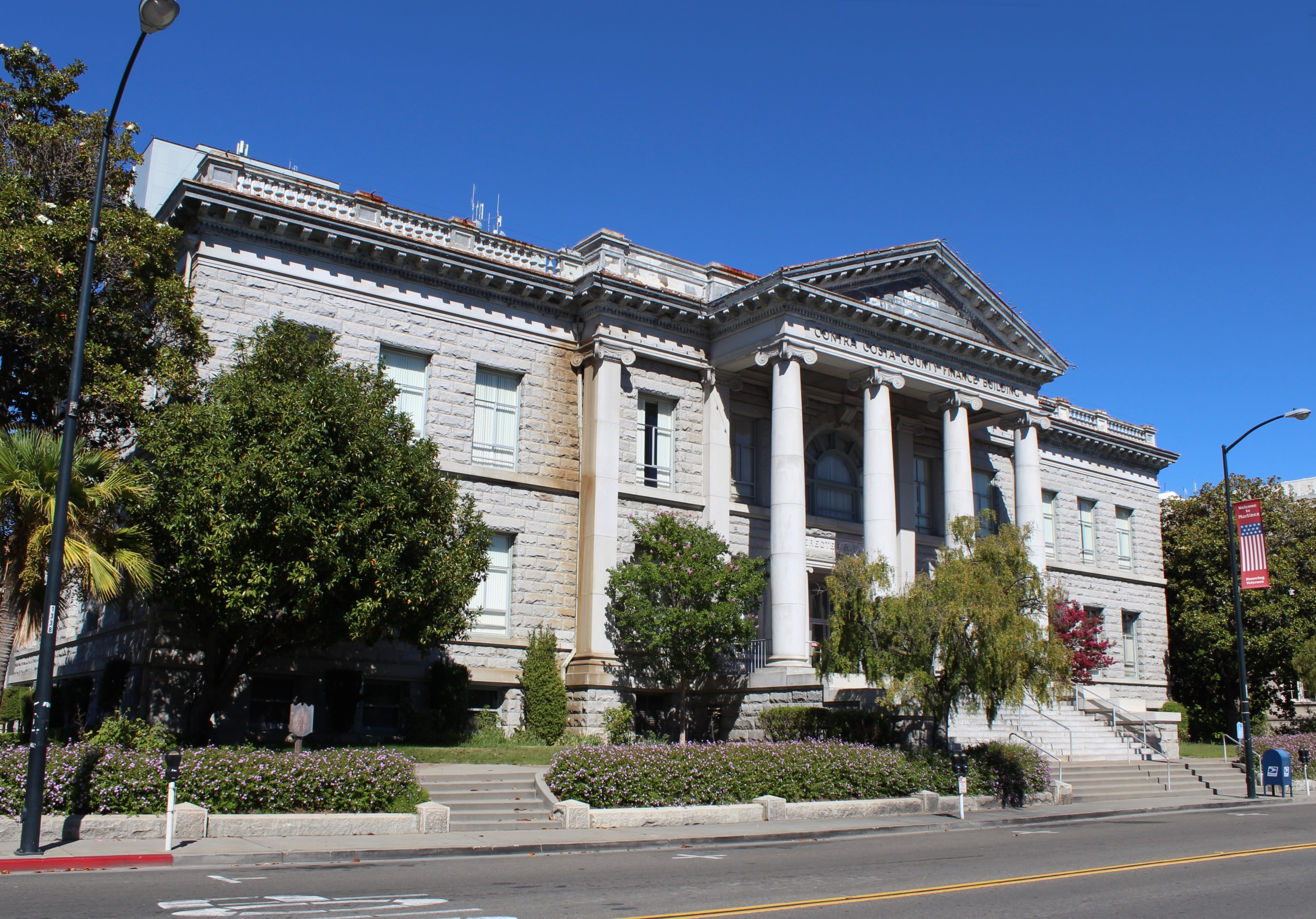
John Muir National Historic Site  - Palais de justice du comté de Contra Costa à Martinez.
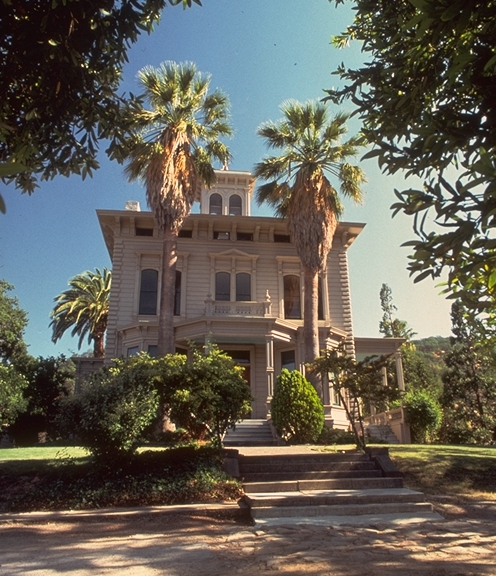
Lieu historique national John Muir.
  - Lieu historique national John Muir.